# Vilhelmina kyrka
Vilhelmina kyrka är en kyrkobyggnad i Vilhelmina. Den är församlingskyrka i Vilhelmina församling i Luleå stift.

## Kyrkobyggnad
Kyrkan uppfördes i nyklassisk stil 1835–1840 efter ritningar av Axel Almfelt. När kyrkan byggdes skulle varje byalag i församlingen bidra med ett antal dagsverken och en viss mängd sågat virke. Till exempel tillverkade Nästansjö byamän broräckets järnsmide av myrmalm. Kyrkans stod klar cirka år 1840 och rymde då 800 personer. Kyrkan, som är byggd i trä, är belägen på kyrkberget i Vilhelmina, nära kyrkstaden.
Renovering och ombyggnad av kyrkan skedde 1923 och 1970. När kyrkan byggdes om 1970 minskades antalet sittplatser till 500.
Vid kyrkan finns en minnessten, rest över de tre lärare och fem elever från Malgomajskolan som omkom i Estoniakatastrofen 1994.

## Inventarier
- Hela altarväggen täcktes 1840 med en vävspänd målning av Marcus Jonsson Blomqvist med skenperspektivistiskt arkitekturmotiv. Vid en restaurering 1924-26 under Fredrik Falkenberg revs den gamla sakristians vägg och den målningen monterades på kyrkans östvägg.
- Numera finns en fristående altarprydnad av Gunnar Torhamn.

### Orgel
- 1923 bygger Åkerman & Lunds Nya Orgelfabriks AB, Sundbybergs köping en orgel med 16 stämmor, två manualer och pedal.
- Den nuvarande orgeln är byggd 1960 byggd av Åkerman & Lunds Nya Orgelfabriks AB, Knivsta och är en mekanisk orgel. Fasaden är samtida med orgeln.

| Ryggpositiv I  | Huvudverk II      | Svällverk III     | Pedal            | Koppel |
| Rörflöjt 8'    | Gedacktpommer 16' | Spetsgamba 8'     | Subbas 16´       | I/P    |
| Principal 4'   | Principal 8'      | Trägedackt 8'     | Oktava 8´        | II/P   |
| Koppelflöjt 4' | Gedackt 8'        | Gedacktflöjt 4'   | Borduna 8'       | III/P  |
| Nachthorn 2'   | Oktava 4'         | Principal 2'      | Rörkvintadena 4' | I/II   |
| Scharf III     | Röflöjt 4'        | Waldflöjt 2'      | Blockflöjt 2'    | III/II |
| Regal 8'       | Oktava 2'         | Sesquialtera II   | Mixtur V         |        |
| Tremulant      | Mixtur V          | Mixtur V          | Fagott 16'       |        |
|                | Trumpet 8'        | Dulcian 16'       | Skalmeja 4'      |        |
|                |                   | Krumhorn 8'       |                  |        |
|                |                   | Tremulant         |                  |        |
|                |                   | Crescendosvällare |                  |        |

## Bildgalleri

### Exteriör

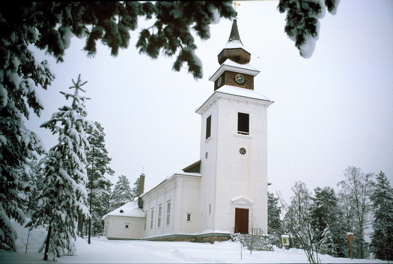
Vinterbild 2006
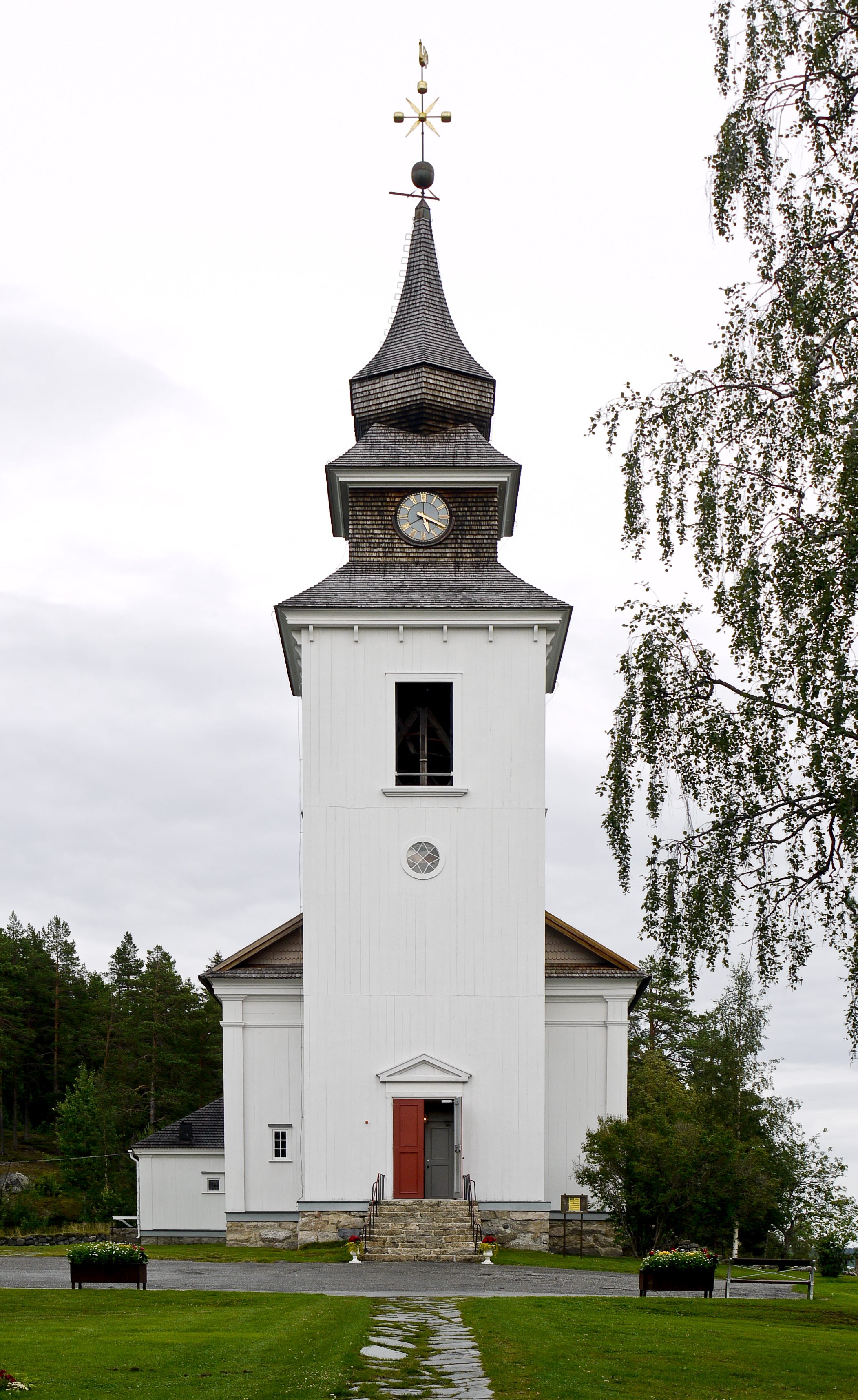
Augusti 2010
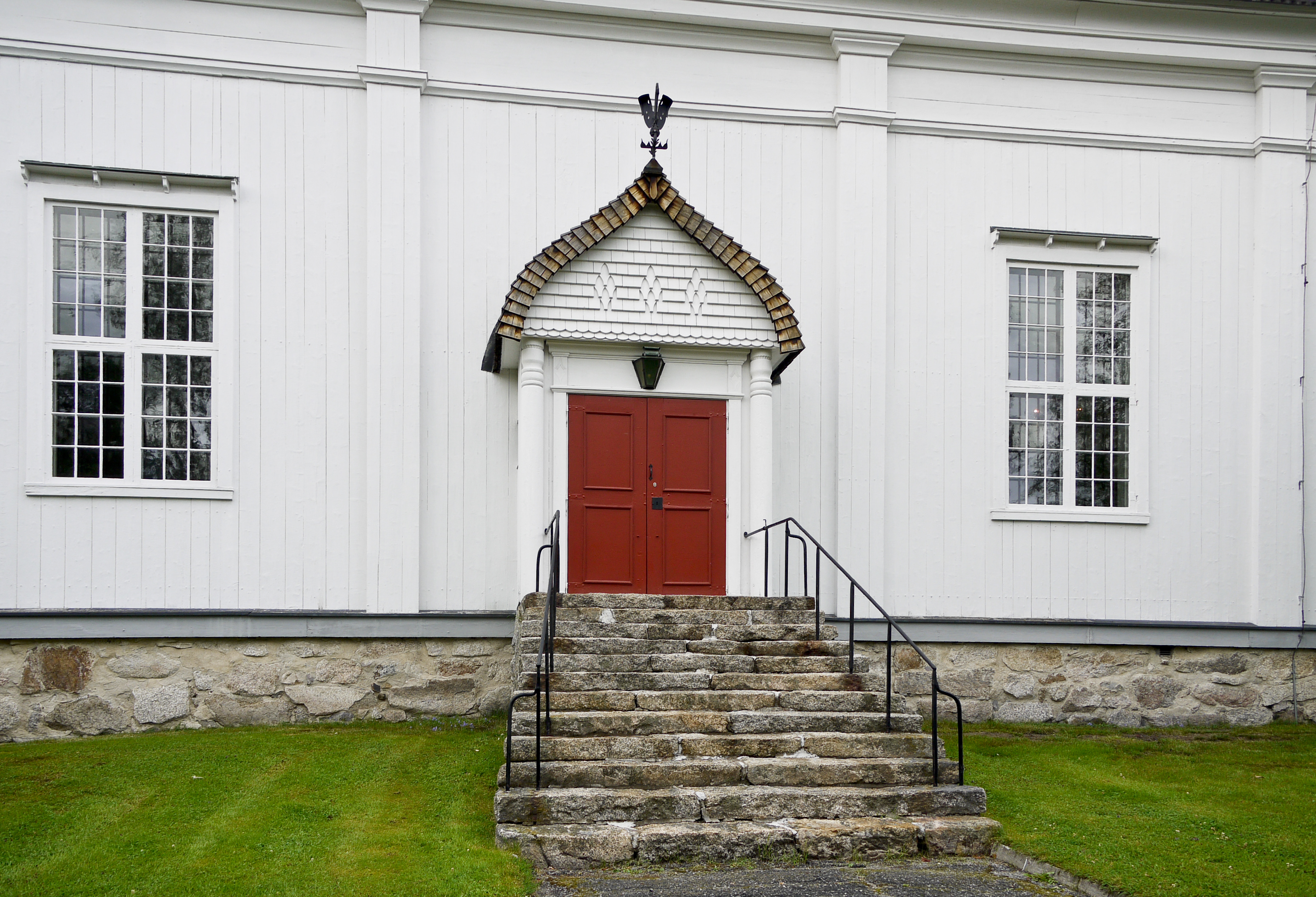
Sidingång

### Interiör

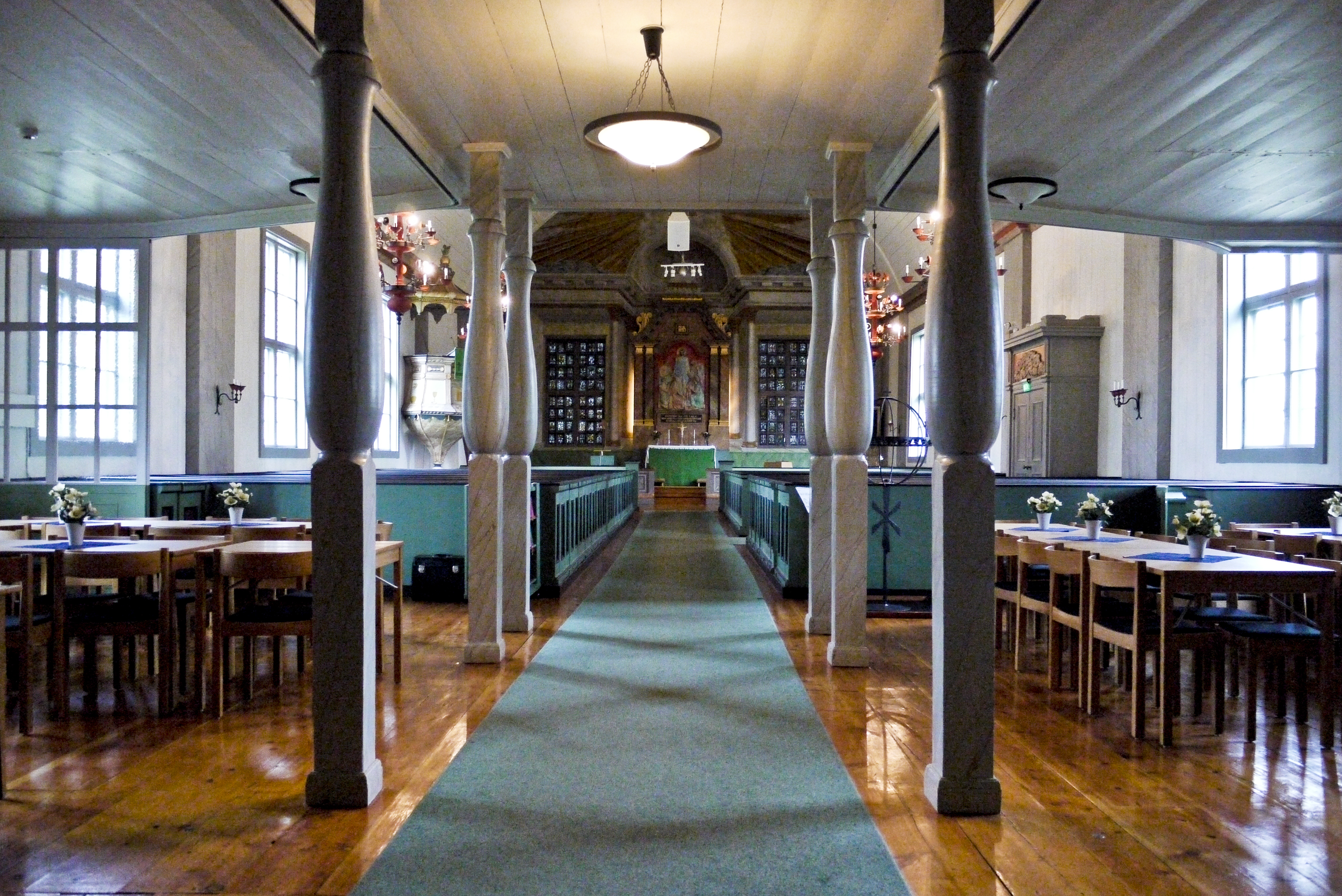
Ingångsbild
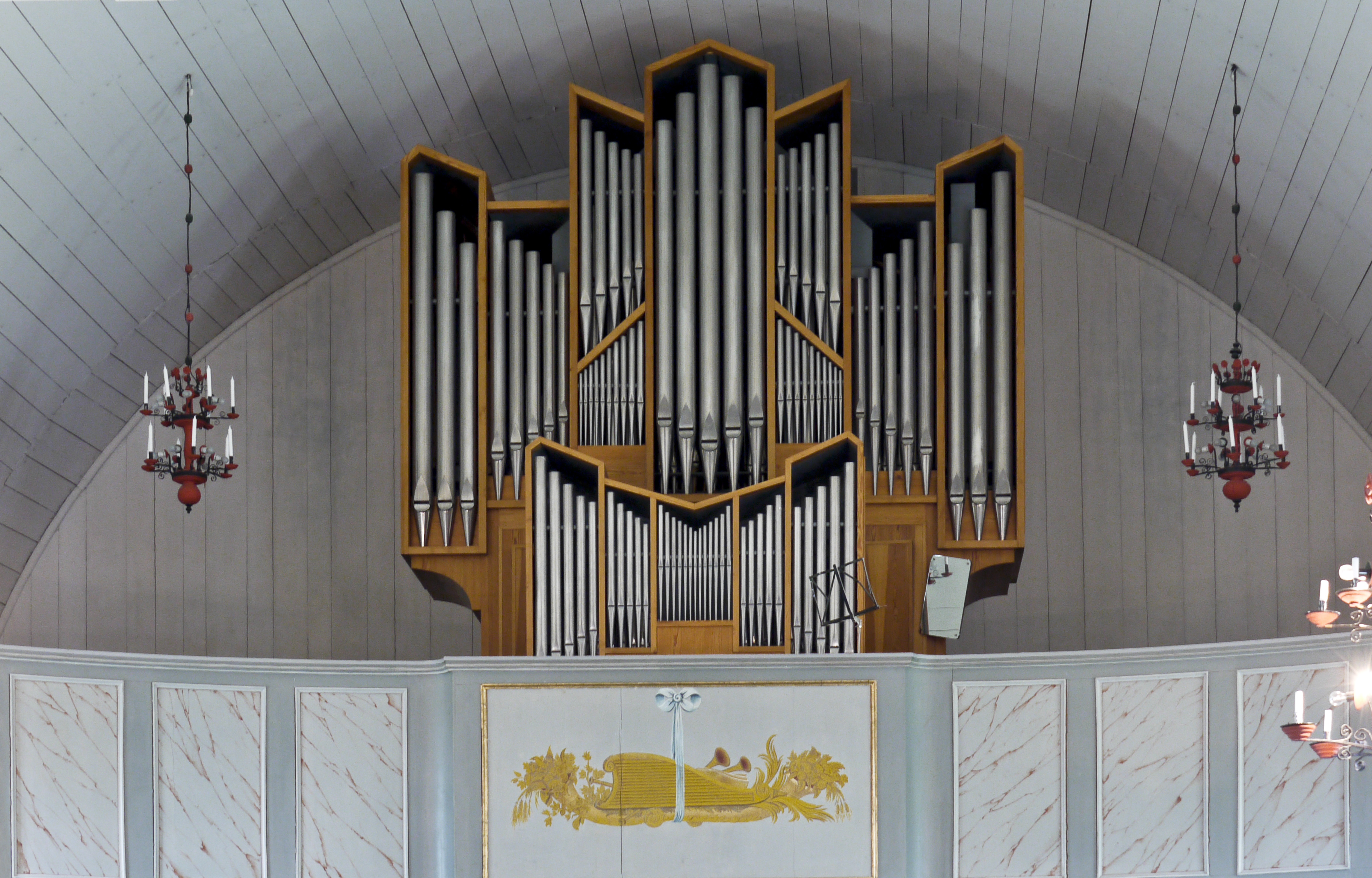
Orgel (1960)
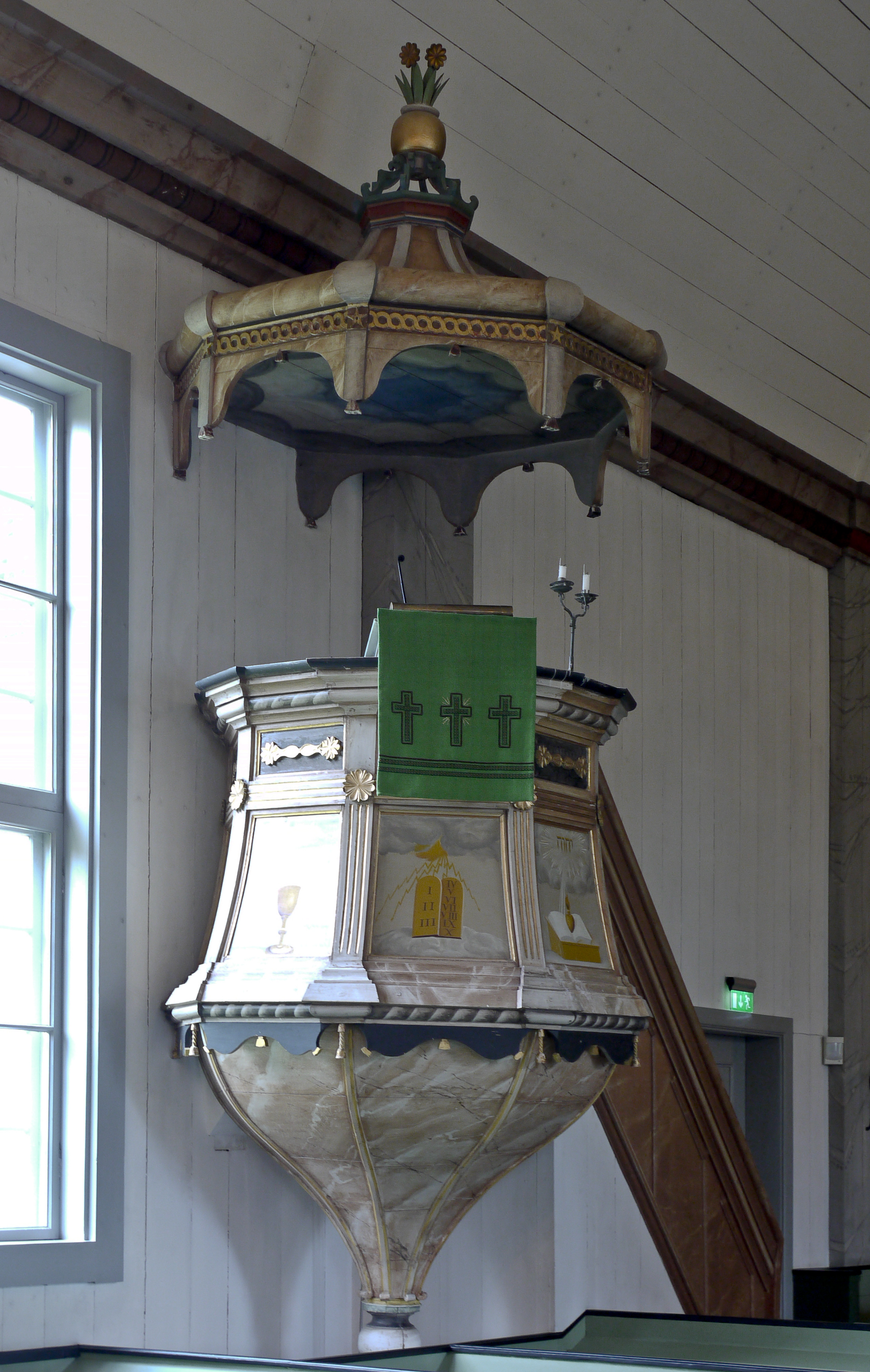
Predikstol

### Detaljer

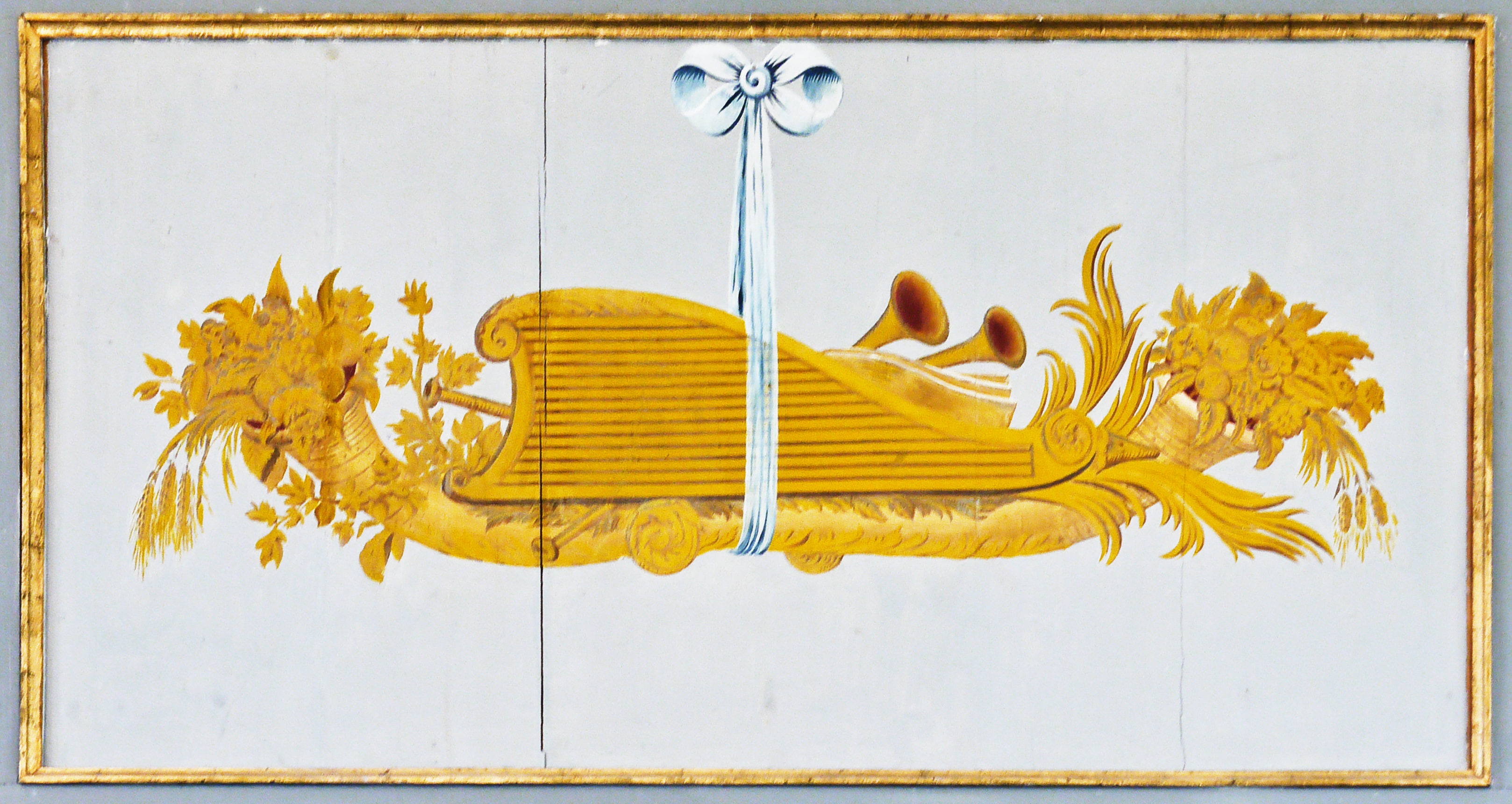
Målning på orgelläktaren
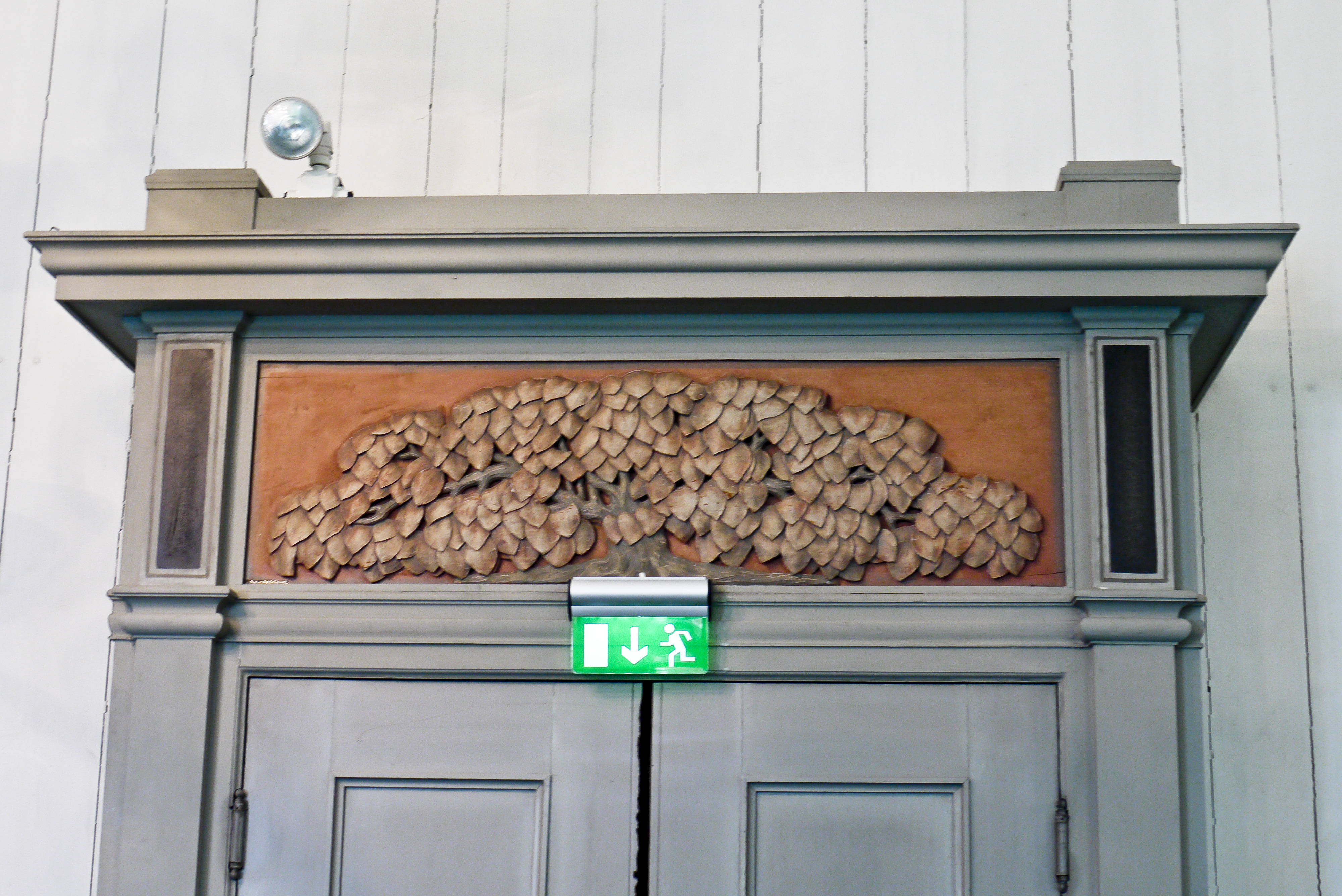
Överstycke till dörr